# Слобода-Бушанская
Слобода-Бушанская (укр. Слобода-Бушанська) — село на Украине, находится в Могилёв-Подольском районе Винницкой области.
Код КОАТУУ — 0525680804. Население по переписи 2001 года составляет 134 человека. Почтовый индекс — 24523. Телефонный код — 4336. Занимает площадь 0,61 км².

## Местная власть
24500, Винницкая область, Могилёв-Подольский р-н, г. Ямполь, ул. Замковая, 94/2